# Xenillus gephyrus
Xenillus gephyrus är en kvalsterart som först beskrevs av Tyler A. Woolley 1970.  Xenillus gephyrus ingår i släktet Xenillus och familjen Xenillidae. Inga underarter finns listade i Catalogue of Life.